# Hackathon

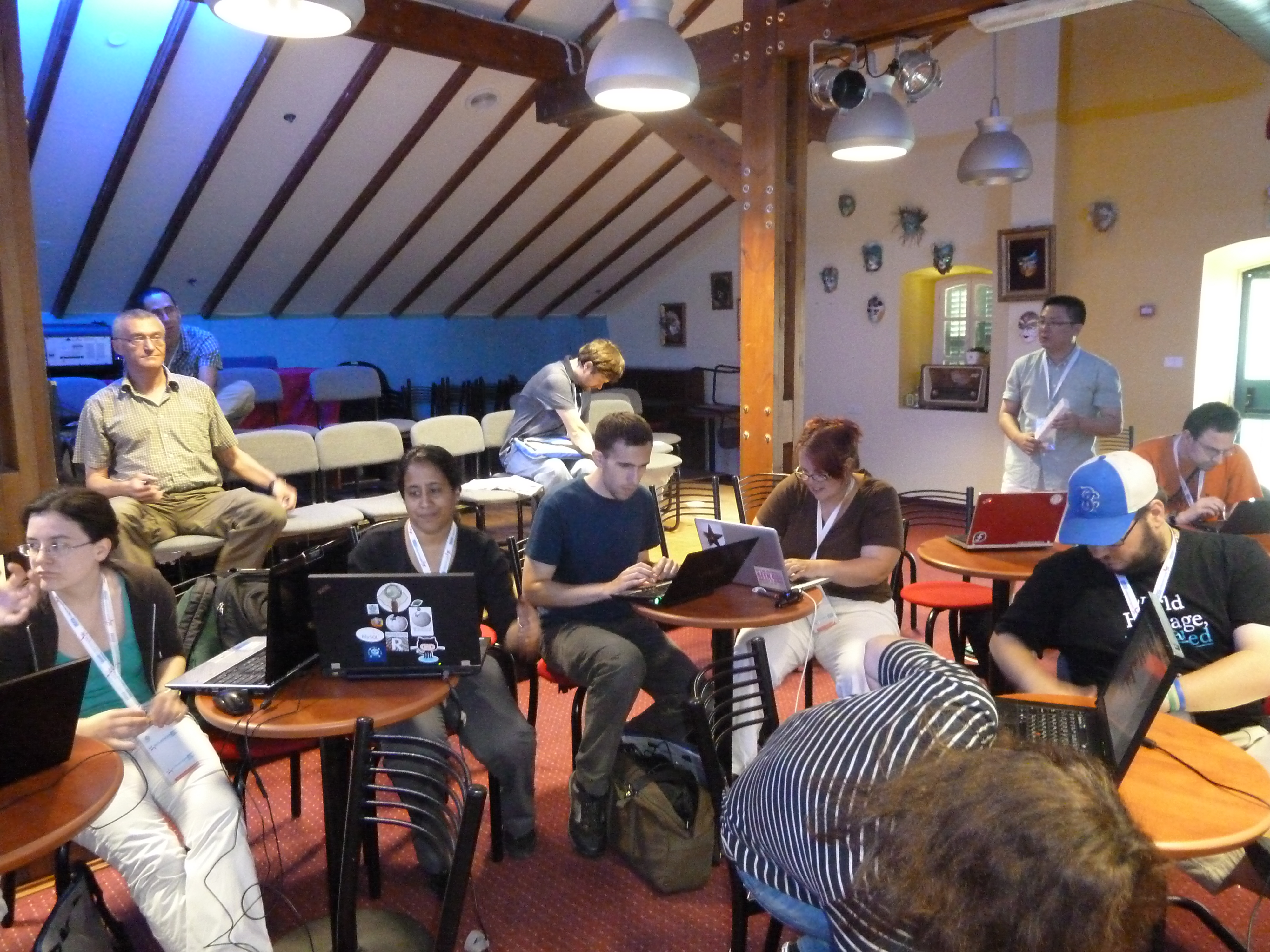
Hackathon při konferenci Wikimania v roce 2011

Hackathon (také hack day nebo hackfest) je akce, při níž programátoři, případně ve spolupráci s grafiky a webdesignéry, intenzivně pracují na zadaném softwarovém projektu. Jejich funkce může být čistě vzdělávací, v řadě případů je však cílem vytvoření konkrétní IT aplikace. Předem je oznámeno také zařízení nebo systém, na kterém se vyvíjí.
Hackathony mají obvykle předem určené zaměření, to může být například na programovací jazyk, operační systém, aplikaci nebo API. Zaměřením hackathonu může být také kupříkladu demografické cílení účastníků.
Slovo „hackathon" vzniklo složením slov hack a maraton. Slovo hack zde přitom původně odkazovalo na komunitu „hackerů", působící od 60. let 20. st. na univerzitě MIT. Spojovala je touha hravým a tvůrčím způsobem řešit obtíže a překonávat limity programovacích jazyků. Nejde tedy o použití slova hacker ve smyslu, který se vztahuje k počítačové bezpečnosti.
Hackathony bývají obvykle vypisovány na časové období od jednoho dne do týdne.